# 24 Horas de Le Mans de 2015

Traçado do Circuito de la Sarthe em 2015

As 24 Horas de Le Mans de 2015 (em francês: 83e 24 Heures du Mans) foi um evento de resistência automóvel realizada de 10 a 14 de junho de 2015 no Circuito de la Sarthe, Le Mans, França. Foi a 83ª corrida da corrida de 24 horas organizada pelo Automobile Club de l'Ouest, bem como a terceira etapa do Campeonato FIA World Endurance de 2015. Um dia de teste foi realizado duas semanas antes da corrida em 31 de maio. [1]
O No. 18 Porsche 919 híbrido de Neel Jani, Romain Dumas, e Marc Lieb largou da pole position depois de Jani quebrou recorde da volta do circuito na qualificação. [2] A corrida foi ganha pelo Porsche No. 19 de Nick Tandy e Le Mans Earl Bamber rookies e Nico Hulkenberg, seguido de uma volta atrás pelo segundo Porsche de Mark Webber, Brendon Hartley e Timo Bernhard. Melhor carro da Audi, impulsionado pelos defensores do título Benoît Treluyer, Marcel Fassler, e André Lotterer, terminou em terceiro, mais uma volta atrás dos dois Porsches. Esta foi a vitória geral XVII para a Porsche, e seu primeiro desde 1998. [3]
A categoria LMP2 foi ganha pelo KCMG Oreca-Nissan dirigido por Richard Bradley, Matthew Howson, e Nicolas Lapierre. O trio levou todos mas nove voltas da corrida [4], mas só realizou um segundo chumbo 48 sobre o Jota Esporte Gibson-Nissan no final da corrida. [5] Corvette Racing venceu sua primeira vitória na categoria desde 2011, apesar de um de seus dois carros sendo retirado após um acidente na qualificação. [6] Oliver Gavin, Tommy Milner, e Jordan Taylor realizou uma margem de cinco voltas na LMGTE Pro através da AF Corse Ferrari em segundo, depois de romper com o resto do campo no segundo semestre da corrida. A classe LMGTE Am foi levado para a maioria do tempo pelo número 98 Aston Martin até motorista Paul Dalla Lana caiu no Ford Chicane na hora final da corrida, entregando a vitória para o SMP Corrida Ferrari de Viktor Shaitar, Aleksey Basov e Andrea Bertolini.

## Regulação do circuito e mudanças
Layout da Circuit de la Sarthe

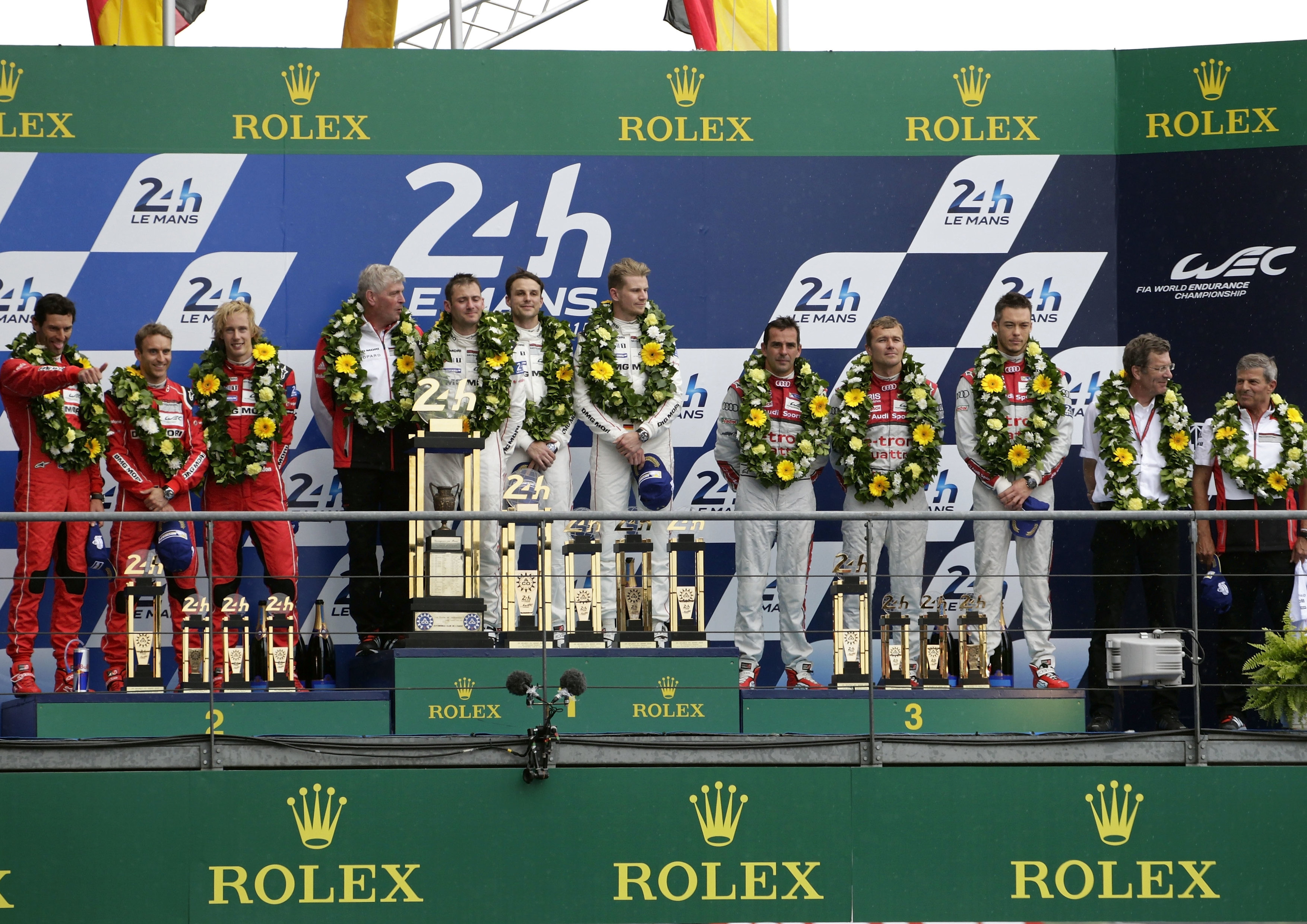
Podio da classe LMP1 em 2015

Na sequência da introdução de zonas lentas durante os 2014 24 Horas de Le Mans, o Automobile Club de l'Ouest (ACO) revisou o sistema para 2015. A velocidade limitada nas zonas foi aumentada de 60 km / h (37 mph) para 80 km / h (50 mph). O número de zonas de todo o circuito tinha também aumentou de 19 a 35, com um novo sistema de iluminação para auxiliar marechais adicionado a cada região. [8] Equipas LMP também foram obrigados a transportar luzes intermitentes de chuva adicionais de Le Mans em diante, após uma colisão entre dois protótipos na chuva em 6 Horas de Spa-Francorchamps causada pela baixa visibilidade.
Modificações foram feitas ao circuito de Mulsanne Canto para as curvas Corvette. O circuito foi alargada na estrada que liga Mulsanne para Indianápolis, e novamente a partir de Indianapolis para as curvas Porsche, embora as restrições permanecem em seus locais anteriores. O primeiro canto das curvas Porsche teve uma área de escape maior do lado de fora, enquanto as barreiras SAFER tinha sido instalado na parede interna. O canto Corvette também dispõe agora de um cascalho run-off. 

## Convites automáticos
Convites entrada automáticas são ganhos por equipes que ganharam sua classe na corrida anterior das 24 Horas de Le Mans, ou ganharam campeonatos em outras séries baseadas em Le Mans, como a SportsCar Campeonato United, o Le Mans Series Europeu eo Asiático Le Mans Series. Alguns campeonato vice-campeões também são concedidos convites automáticos em determinada série. Todos FIA World Endurance Championship entradas atuais full-temporada também ganham automaticamente convites. Como convites são concedidos para as equipes, eles são autorizados a mudar os seus carros a partir do ano anterior, para a próxima, mas não tem permissão para alterar sua categoria. No Le Mans Series Europeia, o campeão classe LMGTE e runner-up estão autorizados a escolher entre as categorias Pro e AM, enquanto o campeão da classe GTC se limita apenas a uma entrada Am. Os concorrentes Asian Le Mans Series GTC também são limitadas à classe LMGTE Am.
O ACO anunciou sua primeira lista de entradas automáticas em 15 de dezembro de 2014

### Qualificação

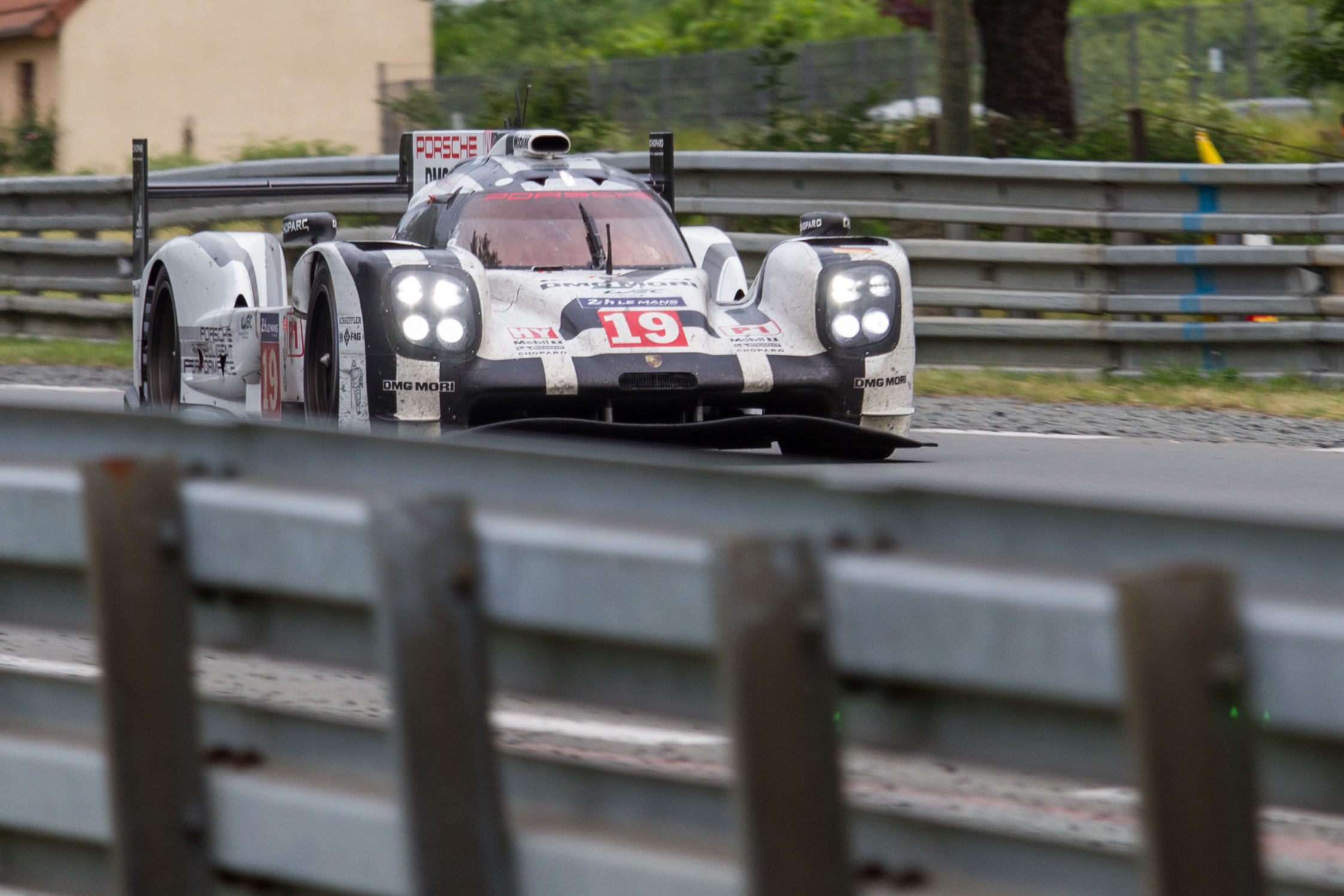
Porsche 919 Hybrid n°19 na reta da Mulsanne

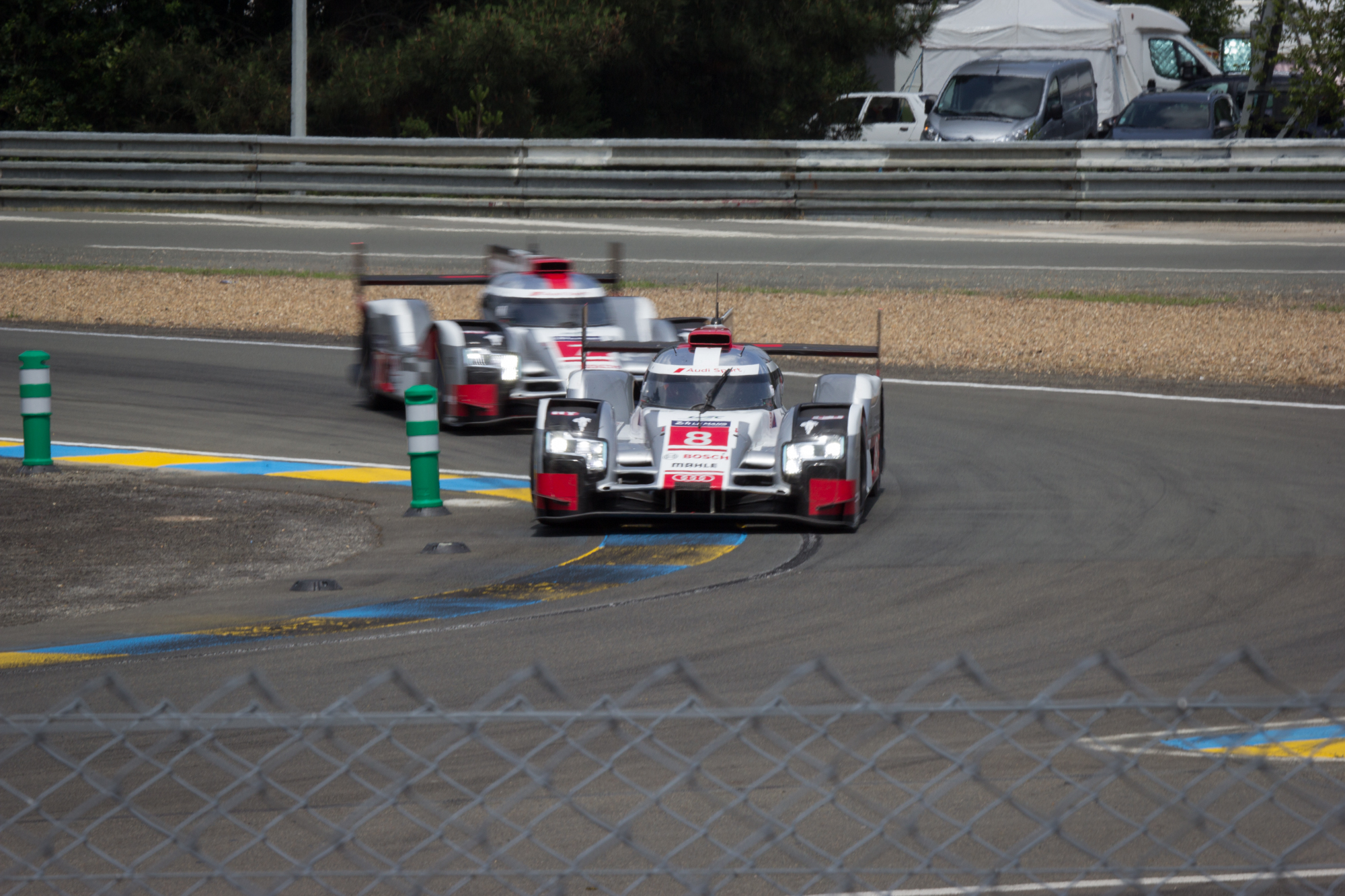
Audi R18 e-tron quattro n°8 no final da reta da Mulsanne seguido pelo n°7

Pole positions provisorias estão marcadas em negrito. A volta mais rápida de cada equipe está assinalada com o fundo a cinza.
| Pos. | Classe    | No. | Time                      | Qualificação 1 | Qualificação 2 | Qualificação 3 | Gap     | Grid |
| ---- | --------- | --- | ------------------------- | -------------- | -------------- | -------------- | ------- | ---- |
| 1    | LMP1      | 18  | Porsche Team              | 3:16.887       | 3:20.974       | 3.21.119       |         | 1    |
| 2    | LMP1      | 17  | Porsche Team              | 3:17.767       | 3:20.980       | 3:21.065       | +0.880  | 2    |
| 3    | LMP1      | 19  | Porsche Team              | 3:19.297       | 3:18.862       | 3:22.097       | +1.975  | 3    |
| 4    | LMP1      | 8   | Audi Sport Team Joest     | 3:19.866       | 3:21.681       | 3:22.678       | +2.979  | 4    |
| 5    | LMP1      | 7   | Audi Sport Team Joest     | 3:21.839       | 3:20.561       | 3:20.967       | +3.674  | 5    |
| 6    | LMP1      | 9   | Audi Sport Team Joest     | 3:21.081       | 3:22.494       | 3:20.997       | +4.110  | 6    |
| 7    | LMP1      | 2   | Toyota Racing             | 3:23.543       | 3:26.380       | 3:23.738       | +6.656  | 7    |
| 8    | LMP1      | 1   | Toyota Racing             | 3:23.767       | 3:25.233       | 3:24.562       | +6.880  | 8    |
| 9    | LMP1      | 12  | Rebellion Racing          | 3:26.874       | 3:28.745       | 3:28.053       | +9.987  | 9    |
| 10   | LMP1      | 13  | Rebellion Racing          | 3:31.933       | 3:38.044       | 3:28.930       | +12.043 | 10   |
| 11   | LMP1      | 4   | Team ByKolles             | 3:40.368       | 3:36.825       | 3:37.167       | +19.938 | 29   |
| 12   | LMP1      | 22  | Nissan Motorsports        | 3:41.400       | 3:42.230       | 3:36.995       | +20.108 | 30   |
| 13   | LMP1      | 23  | Nissan Motorsports        | 3:38.468       | 3:38.954       | 3:37.291       | +20.404 | 31   |
| 14   | LMP2      | 47  | KCMG                      | 3:38.032       | 3:40.624       | 3:39.147       | +21.145 | 11   |
| 15   | LMP1      | 21  | Nissan Motorsports        | 3:51.289       | 3:39.992       | 3:38.691       | +21.804 | 32   |
| 16   | LMP2      | 26  | G-Drive Racing            | 3:39.867       | 3:47.713       | 3:38.939       | +22.052 | 12   |
| 17   | LMP2      | 41  | Greaves Motorsport        | 3:38.958       | 3:44.123       | 3:41.722       | +22.071 | 13   |
| 18   | LMP2      | 38  | Jota Sport                | 3:39.004       | 3:45.770       | 3:40.920       | +22.117 | 14   |
| 19   | LMP2      | 36  | Signatech Alpine          | 3:40.438       | 3:41.477       | 3:39.699       | +22.812 | 15   |
| 20   | LMP2      | 46  | Thiriet by TDS Racing     | 3:39.923       | 3:40.441       | 3:39.805       | +23.036 | 16   |
| 21   | LMP2      | 34  | OAK Racing                | 3:40.058       | 3:43.853       | 3:40.078       | +23.171 | 17   |
| 22   | LMP2      | 48  | Murphy Prototypes         | 3:44.513       | 3:41.827       | 3:40.690       | +23.803 | 18   |
| 23   | LMP2      | 28  | G-Drive Racing            | 3:40.967       | 3:46.504       | 3:42.053       | +24.080 | 19   |
| 24   | LMP2      | 43  | Team SARD Morand          | 3:42.015       | No Time        | 3:41.250       | +24.363 | 20   |
| 25   | LMP2      | 29  | Pegasus Racing            | 3:42.023       | 3:43.824       | 3:43.850       | +25.136 | 21   |
| 26   | LMP2      | 27  | SMP Racing                | 3:42.077       | 3:54.065       | 3:43.729       | +25.190 | 22   |
| 27   | LMP2      | 42  | Strakka Racing            | 3:42.237       | 3:44.704       | 3:43.750       | +25.350 | 23   |
| 28   | LMP2      | 37  | SMP Racing                | 3:42.417       | 3:52.383       | 3:43.549       | +25.530 | 24   |
| 29   | LMP2      | 30  | Extreme Speed Motorsports | 3:44.675       | 3:42.862       | 3:42.453       | +25.566 | 25   |
| 30   | LMP2      | 31  | Extreme Speed Motorsports | 3:46.165       | 3:44.631       | 3:46.585       | +27.744 | 26   |
| 31   | LMP2      | 40  | Krohn Racing              | 3:44.899       | 3:44.854       | 3:45.491       | +27.967 | 27   |
| 32   | LMP2      | 45  | Ibañez Racing             | 3:45.450       | No Time        | 3:48.220       | +28.463 | 33   |
| 33   | LMP2      | 35  | OAK Racing                | 3:52.843       | 3:59.244       | 3:53.995       | +35.956 | 28   |
| 34   | LMGTE Pro | 99  | Aston Martin Racing V8    | 3:54.928       | 3:59.263       | 3:57.041       | +38.041 | 34   |
| 35   | LMGTE Pro | 51  | AF Corse                  | 3:59.815       | 3:57.503       | 3:55.025       | +38.138 | 35   |
| 36   | LMGTE Am  | 98  | Aston Martin Racing       | 3:55.102       | 4:00.110       | 3:59.081       | +38.215 | 36   |
| 37   | LMGTE Pro | 97  | Aston Martin Racing       | 3:55.466       | 3:57.447       | 3:57.219       | +38.579 | 37   |
| 38   | LMGTE Pro | 71  | AF Corse                  | 3:57.216       | 3:58.398       | 3:55.582       | +38.695 | 54   |
| 39   | LMGTE Pro | 95  | Aston Martin Racing       | 3:55.783       | 3:58.983       | 3:55.848       | +38.896 | 38   |
| 40   | LMGTE Pro | 63  | Corvette Racing-GM        | 3:55.963       | 3:59.754       | No Time        | +39.076 | WD   |
| 41   | LMGTE Pro | 91  | Porsche Team Manthey      | 3:57.192       | 3:57.843       | 3:56.618       | +39.731 | 39   |
| 42   | LMGTE Am  | 83  | AF Corse                  | 3:56.723       | 4:03.641       | 3:57.844       | +39.836 | 40   |
| 43   | LMGTE Am  | 72  | SMP Racing                | 3:57.271       | 3:58.837       | 3:56.877       | +39.990 | 41   |
| 44   | LMGTE Pro | 92  | Porsche Team Manthey      | 3:57.667       | 3:58.721       | 3:56.922       | +40.035 | 42   |
| 45   | LMGTE Pro | 64  | Corvette Racing-GM        | 3:57.081       | 4:00.025       | 3:58.689       | +40.194 | 43   |
| 46   | LMGTE Am  | 53  | Riley Motorsport-TI Auto  | 3:59.054       | 4:01.501       | 3:57.836       | +40.949 | 44   |
| 47   | LMGTE Am  | 77  | Dempsey-Proton Racing     | 3:58.822       | 4:08.157       | 3:57.842       | +40.955 | 45   |
| 48   | LMGTE Am  | 88  | Abu Dhabi-Proton Racing   | 3:58.259       | 4:02.361       | 3:58.771       | +41.372 | 46   |
| 49   | LMGTE Am  | 55  | AF Corse                  | 3:59.091       | 4:03.765       | 3:58.433       | +41.546 | 47   |
| 50   | LMGTE Am  | 61  | AF Corse                  | 4:02.544       | 4:00.311       | 3:58.695       | +41.808 | 48   |
| 51   | LMGTE Am  | 62  | Scuderia Corsa            | 3:58.946       | 4:05.332       | 4:03.162       | +42.059 | 49   |
| 52   | LMGTE Am  | 50  | Larbre Compétition        | 3:59.522       | 4:02.871       | 3:59.566       | +42.635 | 50   |
| 53   | LMGTE Am  | 66  | JMW Motorsport            | 4:00.551       | 4:03.881       | 3:59.612       | +42.725 | 51   |
| 54   | LMGTE Am  | 96  | Aston Martin Racing       | 4:01.160       | 4:04.193       | 4:01.146       | +44.259 | 52   |
| 55   | LMGTE Am  | 68  | Team AAI                  | 4:03.117       | 4:02.789       | 4:01.243       | +44.356 | 55   |
| 56   | LMGTE Am  | 67  | Team AAI                  | 4:04.827       | 4:05.137       | 4:01.270       | +44.383 | 53   |

### Resultados da corrida
O número mínimo de volta para classifcação na corrida era de 276 voltas. (70% da distancia percorrida pelo carro vencedor).  Os vencedores de cada categoria estão marcados em negrito.
| Pos. | Classe    | No. | Time                      | Pilotos                                               | Chassis                      | Pneus | Voltas |
| Pos. | Classe    | No. | Time                      | Pilotos                                               | Motor                        | Pneus | Voltas |
| ---- | --------- | --- | ------------------------- | ----------------------------------------------------- | ---------------------------- | ----- | ------ |
| 1    | LMP1      | 19  | Porsche Team              | Earl Bamber Nick Tandy Nico Hülkenberg                | Porsche 919 Hybrid           | M     | 395    |
| 1    | LMP1      | 19  | Porsche Team              | Earl Bamber Nick Tandy Nico Hülkenberg                | Porsche 2.0 L Turbo V4       | M     | 395    |
| 2    | LMP1      | 17  | Porsche Team              | Timo Bernhard Brendon Hartley Mark Webber             | Porsche 919 Hybrid           | M     | 394    |
| 2    | LMP1      | 17  | Porsche Team              | Timo Bernhard Brendon Hartley Mark Webber             | Porsche 2.0 L Turbo V4       | M     | 394    |
| 3    | LMP1      | 7   | Audi Sport Team Joest     | André Lotterer Marcel Fässler Benoît Tréluyer         | Audi R18 e-tron quattro      | M     | 393    |
| 3    | LMP1      | 7   | Audi Sport Team Joest     | André Lotterer Marcel Fässler Benoît Tréluyer         | Audi 4.0 L Turbo Diesel V6   | M     | 393    |
| 4    | LMP1      | 8   | Audi Sport Team Joest     | Loïc Duval Lucas di Grassi Oliver Jarvis              | Audi R18 e-tron quattro      | M     | 392    |
| 4    | LMP1      | 8   | Audi Sport Team Joest     | Loïc Duval Lucas di Grassi Oliver Jarvis              | Audi 4.0 L Turbo Diesel V6   | M     | 392    |
| 5    | LMP1      | 18  | Porsche Team              | Marc Lieb Romain Dumas Neel Jani                      | Porsche 919 Hybrid           | M     | 391    |
| 5    | LMP1      | 18  | Porsche Team              | Marc Lieb Romain Dumas Neel Jani                      | Porsche 2.0 L Turbo V4       | M     | 391    |
| 6    | LMP1      | 2   | Toyota Racing             | Alexander Wurz Stéphane Sarrazin Mike Conway          | Toyota TS040 Hybrid          | M     | 387    |
| 6    | LMP1      | 2   | Toyota Racing             | Alexander Wurz Stéphane Sarrazin Mike Conway          | Toyota 3.7 L V8              | M     | 387    |
| 7    | LMP1      | 9   | Audi Sport Team Joest     | Marco Bonanomi Filipe Albuquerque René Rast           | Audi R18 e-tron quattro      | M     | 387    |
| 7    | LMP1      | 9   | Audi Sport Team Joest     | Marco Bonanomi Filipe Albuquerque René Rast           | Audi 4.0 L Turbo Diesel V6   | M     | 387    |
| 8    | LMP1      | 1   | Toyota Racing             | Anthony Davidson Sébastien Buemi Kazuki Nakajima      | Toyota TS040 Hybrid          | M     | 386    |
| 8    | LMP1      | 1   | Toyota Racing             | Anthony Davidson Sébastien Buemi Kazuki Nakajima      | Toyota 3.7 L V8              | M     | 386    |
| 9    | LMP2      | 47  | KCMG                      | Matthew Howson Richard Bradley Nicolas Lapierre       | Oreca 05                     | D     | 358    |
| 9    | LMP2      | 47  | KCMG                      | Matthew Howson Richard Bradley Nicolas Lapierre       | Nissan VK45DE 4.5 L V8       | D     | 358    |
| 10   | LMP2      | 38  | Jota Sport                | Simon Dolan Oliver Turvey Mitch Evans                 | Gibson 015S                  | D     | 358    |
| 10   | LMP2      | 38  | Jota Sport                | Simon Dolan Oliver Turvey Mitch Evans                 | Nissan VK45DE 4.5 L V8       | D     | 358    |
| 11   | LMP2      | 26  | G-Drive Racing            | Roman Rusinov Julien Canal Sam Bird                   | Ligier JS P2                 | D     | 358    |
| 11   | LMP2      | 26  | G-Drive Racing            | Roman Rusinov Julien Canal Sam Bird                   | Nissan VK45DE 4.5 L V8       | D     | 358    |
| 12   | LMP2      | 28  | G-Drive Racing            | Gustavo Yacamán Ricardo González Pipo Derani          | Ligier JS P2                 | D     | 354    |
| 12   | LMP2      | 28  | G-Drive Racing            | Gustavo Yacamán Ricardo González Pipo Derani          | Nissan VK45DE 4.5 L V8       | D     | 354    |
| 13   | LMP2      | 48  | Murphy Prototypes         | Nathanaël Berthon Karun Chandhok Mark Patterson       | Oreca 03R                    | D     | 347    |
| 13   | LMP2      | 48  | Murphy Prototypes         | Nathanaël Berthon Karun Chandhok Mark Patterson       | Nissan VK45DE 4.5 L V8       | D     | 347    |
| 14   | LMP2      | 27  | SMP Racing                | Maurizio Mediani David Markozov Nicolas Minassian     | BR Engineering BR01          | M     | 340    |
| 14   | LMP2      | 27  | SMP Racing                | Maurizio Mediani David Markozov Nicolas Minassian     | Nissan VK45DE 4.5 L V8       | M     | 340    |
| 15   | LMP2      | 31  | Extreme Speed Motorsports | Ed Brown Johannes van Overbeek Jon Fogarty            | Ligier JS P2                 | D     | 339    |
| 15   | LMP2      | 31  | Extreme Speed Motorsports | Ed Brown Johannes van Overbeek Jon Fogarty            | Honda HR28TT 2.8 L Turbo V6  | D     | 339    |
| 16   | LMP2      | 45  | Ibañez Racing             | José Ibañez Pierre Perret Ivan Bellarosa              | Oreca 03R                    | D     | 337    |
| 16   | LMP2      | 45  | Ibañez Racing             | José Ibañez Pierre Perret Ivan Bellarosa              | Nissan VK45DE 4.5 L V8       | D     | 337    |
| 17   | LMGTE Pro | 64  | Corvette Racing-GM        | Oliver Gavin Tommy Milner Jordan Taylor               | Chevrolet Corvette C7.R      | M     | 337    |
| 17   | LMGTE Pro | 64  | Corvette Racing-GM        | Oliver Gavin Tommy Milner Jordan Taylor               | Chevrolet 5.5 L V8           | M     | 337    |
| 18   | LMP1      | 13  | Rebellion Racing          | Alexandre Imperatori Dominik Kraihamer Daniel Abt     | Rebellion R-One              | M     | 336    |
| 18   | LMP1      | 13  | Rebellion Racing          | Alexandre Imperatori Dominik Kraihamer Daniel Abt     | AER P60 2.4 L Turbo V6       | M     | 336    |
| 19   | LMP2      | 29  | Pegasus Racing            | Léo Roussel Ho-Pin Tung David Cheng                   | Morgan LMP2                  | M     | 334    |
| 19   | LMP2      | 29  | Pegasus Racing            | Léo Roussel Ho-Pin Tung David Cheng                   | Nissan VK45DE 4.5 L V8       | M     | 334    |
| 20   | LMGTE Am  | 72  | SMP Racing                | Viktor Shaitar Aleksey Basov Andrea Bertolini         | Ferrari 458 Italia GT2       | M     | 332    |
| 20   | LMGTE Am  | 72  | SMP Racing                | Viktor Shaitar Aleksey Basov Andrea Bertolini         | Ferrari 4.5 L V8             | M     | 332    |
| 21   | LMGTE Pro | 71  | AF Corse                  | Davide Rigon James Calado Olivier Beretta             | Ferrari 458 Italia GT2       | M     | 332    |
| 21   | LMGTE Pro | 71  | AF Corse                  | Davide Rigon James Calado Olivier Beretta             | Ferrari 4.5 L V8             | M     | 332    |
| 22   | LMGTE Am  | 77  | Dempsey-Proton Racing     | Patrick Dempsey Patrick Long Marco Seefried           | Porsche 911 RSR              | M     | 331    |
| 22   | LMGTE Am  | 77  | Dempsey-Proton Racing     | Patrick Dempsey Patrick Long Marco Seefried           | Porsche 4.0 L Flat-6         | M     | 331    |
| 23   | LMP1      | 12  | Rebellion Racing          | Nicolas Prost Nick Heidfeld Mathias Beche             | Rebellion R-One              | M     | 330    |
| 23   | LMP1      | 12  | Rebellion Racing          | Nicolas Prost Nick Heidfeld Mathias Beche             | AER P60 2.4 L Turbo V6       | M     | 330    |
| 24   | LMGTE Am  | 62  | Scuderia Corsa            | Bill Sweedler Townsend Bell Jeff Segal                | Ferrari 458 Italia GT2       | M     | 330    |
| 24   | LMGTE Am  | 62  | Scuderia Corsa            | Bill Sweedler Townsend Bell Jeff Segal                | Ferrari 4.5 L V8             | M     | 330    |
| 25   | LMGTE Pro | 51  | AF Corse                  | Gianmaria Bruni Giancarlo Fisichella Toni Vilander    | Ferrari 458 Italia GT2       | M     | 330    |
| 25   | LMGTE Pro | 51  | AF Corse                  | Gianmaria Bruni Giancarlo Fisichella Toni Vilander    | Ferrari 4.5 L V8             | M     | 330    |
| 26   | LMGTE Am  | 83  | AF Corse                  | François Perrodo Emmanuel Collard Rui Águas           | Ferrari 458 Italia GT2       | M     | 330    |
| 26   | LMGTE Am  | 83  | AF Corse                  | François Perrodo Emmanuel Collard Rui Águas           | Ferrari 4.5 L V8             | M     | 330    |
| 27   | LMGTE Pro | 95  | Aston Martin Racing       | Christoffer Nygaard Nicki Thiim Marco Sørensen        | Aston Martin V8 Vantage GTE  | M     | 330    |
| 27   | LMGTE Pro | 95  | Aston Martin Racing       | Christoffer Nygaard Nicki Thiim Marco Sørensen        | Aston Martin 4.5 L V8        | M     | 330    |
| 28   | LMP2      | 30  | Extreme Speed Motorsports | Scott Sharp Ryan Dalziel David Heinemeier Hansson     | Ligier JS P2                 | D     | 329    |
| 28   | LMP2      | 30  | Extreme Speed Motorsports | Scott Sharp Ryan Dalziel David Heinemeier Hansson     | Honda HR28TT 2.8 L Turbo V6  | D     | 329    |
| 29   | LMP2      | 35  | OAK Racing                | Jacques Nicolet Jean-Marc Merlin Erik Maris           | Ligier JS P2                 | D     | 328    |
| 29   | LMP2      | 35  | OAK Racing                | Jacques Nicolet Jean-Marc Merlin Erik Maris           | Nissan VK45DE 4.5 L V8       | D     | 328    |
| 30   | LMGTE Pro | 91  | Porsche Team Manthey      | Richard Lietz Michael Christensen Jörg Bergmeister    | Porsche 911 RSR              | M     | 327    |
| 30   | LMGTE Pro | 91  | Porsche Team Manthey      | Richard Lietz Michael Christensen Jörg Bergmeister    | Porsche 4.0 L Flat-6         | M     | 327    |
| 31   | LMGTE Am  | 61  | AF Corse                  | Peter Ashley Mann Raffaele Giammaria Matteo Cressoni  | Ferrari 458 Italia GT2       | M     | 326    |
| 31   | LMGTE Am  | 61  | AF Corse                  | Peter Ashley Mann Raffaele Giammaria Matteo Cressoni  | Ferrari 4.5 L V8             | M     | 326    |
| 32   | LMP2      | 40  | Krohn Racing              | Tracy Krohn Niclas Jönsson João Barbosa               | Ligier JS P2                 | M     | 323    |
| 32   | LMP2      | 40  | Krohn Racing              | Tracy Krohn Niclas Jönsson João Barbosa               | Judd HK 3.6 L V8             | M     | 323    |
| 33   | LMP2      | 37  | SMP Racing                | Mikhail Aleshin Kirill Ladygin Anton Ladygin          | BR Engineering BR01          | M     | 322    |
| 33   | LMP2      | 37  | SMP Racing                | Mikhail Aleshin Kirill Ladygin Anton Ladygin          | Nissan VK45DE 4.5 L V8       | M     | 322    |
| 34   | LMGTE Pro | 99  | Aston Martin Racing V8    | Fernando Rees Alex MacDowall Richie Stanaway          | Aston Martin V8 Vantage GTE  | M     | 320    |
| 34   | LMGTE Pro | 99  | Aston Martin Racing V8    | Fernando Rees Alex MacDowall Richie Stanaway          | Aston Martin 4.5 L V8        | M     | 320    |
| 35   | LMGTE Am  | 68  | Team AAI                  | Han-Chen Chen Gilles Vannelet Mike Parisy             | Porsche 911 RSR              | M     | 320    |
| 35   | LMGTE Am  | 68  | Team AAI                  | Han-Chen Chen Gilles Vannelet Mike Parisy             | Porsche 4.0 L Flat-6         | M     | 320    |
| 36   | LMGTE Am  | 66  | JMW Motorsport            | Kuba Giermaziak Michael Avenatti Abdulaziz al Faisal  | Ferrari 458 Italia GT2       | D     | 320    |
| 36   | LMGTE Am  | 66  | JMW Motorsport            | Kuba Giermaziak Michael Avenatti Abdulaziz al Faisal  | Ferrari 4.5 L V8             | D     | 320    |
| 37   | LMGTE Am  | 67  | Team AAI                  | Jun-San Chen Xavier Maassen Alex Kapadia              | Porsche 911 GT3 RSR          | M     | 316    |
| 37   | LMGTE Am  | 67  | Team AAI                  | Jun-San Chen Xavier Maassen Alex Kapadia              | Porsche 4.0 L Flat-6         | M     | 316    |
| NC   | LMGTE Am  | 98  | Aston Martin Racing       | Paul Dalla Lana Pedro Lamy Mathias Lauda              | Aston Martin V8 Vantage GTE  | M     | 321    |
| NC   | LMGTE Am  | 98  | Aston Martin Racing       | Paul Dalla Lana Pedro Lamy Mathias Lauda              | Aston Martin 4.5 L V8        | M     | 321    |
| NC   | LMP1      | 22  | Nissan Motorsports        | Harry Tincknell Alex Buncombe Michael Krumm           | Nissan GT-R LM Nismo         | M     | 242    |
| NC   | LMP1      | 22  | Nissan Motorsports        | Harry Tincknell Alex Buncombe Michael Krumm           | Nissan VRX30A 3.0 L Turbo V6 | M     | 242    |
| DNF  | LMP2      | 34  | OAK Racing                | Chris Cumming Kévin Estre Laurens Vanthoor            | Ligier JS P2                 | D     | 329    |
| DNF  | LMP2      | 34  | OAK Racing                | Chris Cumming Kévin Estre Laurens Vanthoor            | Honda HR28TT 2.8 L Turbo V6  | D     | 329    |
| DNF  | LMGTE Am  | 53  | Riley Motorsports-TI Auto | Jeroen Bleekemolen Ben Keating Marc Miller            | Dodge Viper SRT GTS-R        | M     | 304    |
| DNF  | LMGTE Am  | 53  | Riley Motorsports-TI Auto | Jeroen Bleekemolen Ben Keating Marc Miller            | Dodge 8.0 L V10              | M     | 304    |
| DNF  | LMP2      | 42  | Strakka Racing            | Nick Leventis Jonny Kane Danny Watts                  | Strakka Dome S103            | M     | 264    |
| DNF  | LMP2      | 42  | Strakka Racing            | Nick Leventis Jonny Kane Danny Watts                  | Nissan VK45DE 4.5 L V8       | M     | 264    |
| DNF  | LMGTE Am  | 55  | AF Corse                  | Duncan Cameron Alex Mortimer Matt Griffin             | Ferrari 458 Italia GT2       | M     | 241    |
| DNF  | LMGTE Am  | 55  | AF Corse                  | Duncan Cameron Alex Mortimer Matt Griffin             | Ferrari 4.5 L V8             | M     | 241    |
| DNF  | LMP1      | 23  | Nissan Motorsports        | Max Chilton Jann Mardenborough Olivier Pla            | Nissan GT-R LM Nismo         | M     | 234    |
| DNF  | LMP1      | 23  | Nissan Motorsports        | Max Chilton Jann Mardenborough Olivier Pla            | Nissan VRX30A 3.0 L Turbo V6 | M     | 234    |
| DNF  | LMP2      | 46  | Thiriet by TDS Racing     | Pierre Thiriet Ludovic Badey Tristan Gommendy         | Oreca 05                     | D     | 204    |
| DNF  | LMP2      | 46  | Thiriet by TDS Racing     | Pierre Thiriet Ludovic Badey Tristan Gommendy         | Nissan VK45DE 4.5 L V8       | D     | 204    |
| DNF  | LMGTE Am  | 96  | Aston Martin Racing       | Roald Goethe Stuart Hall Francesco Castellacci        | Aston Martin V8 Vantage GTE  | M     | 187    |
| DNF  | LMGTE Am  | 96  | Aston Martin Racing       | Roald Goethe Stuart Hall Francesco Castellacci        | Aston Martin 4.5 L V8        | M     | 187    |
| DNF  | LMP2      | 43  | Team SARD Morand          | Pierre Ragues Oliver Webb Zoël Amberg                 | Morgan LMP2 Evo              | D     | 162    |
| DNF  | LMP2      | 43  | Team SARD Morand          | Pierre Ragues Oliver Webb Zoël Amberg                 | SARD 3.6 L V8                | D     | 162    |
| DNF  | LMP1      | 21  | Nissan Motorsports        | Tsugio Matsuda Lucas Ordóñez Mark Shulzhitskiy        | Nissan GT-R LM Nismo         | M     | 115    |
| DNF  | LMP1      | 21  | Nissan Motorsports        | Tsugio Matsuda Lucas Ordóñez Mark Shulzhitskiy        | Nissan VRX30A 3.0 L Turbo V6 | M     | 115    |
| DNF  | LMP2      | 36  | Signatech Alpine          | Nelson Panciatici Paul-Loup Chatin Vincent Capillaire | Alpine A450b                 | D     | 110    |
| DNF  | LMP2      | 36  | Signatech Alpine          | Nelson Panciatici Paul-Loup Chatin Vincent Capillaire | Nissan VK45DE 4.5 L V8       | D     | 110    |
| DNF  | LMGTE Pro | 97  | Aston Martin Racing       | Darren Turner Stefan Mücke Rob Bell                   | Aston Martin V8 Vantage GTE  | M     | 110    |
| DNF  | LMGTE Pro | 97  | Aston Martin Racing       | Darren Turner Stefan Mücke Rob Bell                   | Aston Martin 4.5 L V8        | M     | 110    |
| DNF  | LMGTE Am  | 50  | Larbre Compétition        | Gianluca Roda Paolo Ruberti Kristian Poulsen          | Chevrolet Corvette C7.R      | M     | 94     |
| DNF  | LMGTE Am  | 50  | Larbre Compétition        | Gianluca Roda Paolo Ruberti Kristian Poulsen          | Chevrolet 5.5 L V8           | M     | 94     |
| DNF  | LMP2      | 41  | Greaves Motorsport        | Gary Hirsch Jon Lancaster Gaëtan Paletou              | Gibson 015S                  | D     | 71     |
| DNF  | LMP2      | 41  | Greaves Motorsport        | Gary Hirsch Jon Lancaster Gaëtan Paletou              | Nissan VK45DE 4.5 L V8       | D     | 71     |
| DNF  | LMGTE Am  | 88  | Abu Dhabi-Proton Racing   | Christian Ried Klaus Bachler Khalid Al Qubaisi        | Porsche 911 RSR              | M     | 44     |
| DNF  | LMGTE Am  | 88  | Abu Dhabi-Proton Racing   | Christian Ried Klaus Bachler Khalid Al Qubaisi        | Porsche 4.0 L Flat-6         | M     | 44     |
| DNF  | LMGTE Pro | 92  | Porsche Team Manthey      | Patrick Pilet Frédéric Makowiecki Wolf Henzler        | Porsche 911 RSR              | M     | 14     |
| DNF  | LMGTE Pro | 92  | Porsche Team Manthey      | Patrick Pilet Frédéric Makowiecki Wolf Henzler        | Porsche 4.0 L Flat-6         | M     | 14     |
| EX   | LMP1      | 4   | Team ByKolles             | Simon Trummer Pierre Kaffer Tiago Monteiro            | CLM P1/01                    | M     | 260    |
| EX   | LMP1      | 4   | Team ByKolles             | Simon Trummer Pierre Kaffer Tiago Monteiro            | AER P60 2.4 L Turbo V6       | M     | 260    |
| WD   | LMGTE Pro | 63  | Corvette Racing-GM        | Jan Magnussen Antonio García Ryan Briscoe             | Chevrolet Corvette C7.R      | M     | –      |
| WD   | LMGTE Pro | 63  | Corvette Racing-GM        | Jan Magnussen Antonio García Ryan Briscoe             | Chevrolet 5.5 L V8           | M     | –      |